# 삼중음성유방암
삼중음성유방암, 삼중복 음성 유방암(Triple-negative breast cancer, TNBC)은 에스트로겐 수용체(ER), 프로게스테론 수용체(PR) 및 인간 표피 성장 인자 수용체 2(HER2) 과발현 및 유전자 증폭(종양은 삼중 음성이라는 이름을 부여하는 세 가지 검사 모두에서 음성임)이 결여되어 있거나 낮은 수준을 보이는 유방암이다.
삼중 음성 유방암은 모든 유방암 사례의 15-20%를 차지하며 다른 유방암보다 BRCA1 유전자에 돌연변이가 있는 젊은 여성 또는 여성에게 더 많이 영향을 미친다. 삼중 음성 유방암은 매우 이질적인 암 그룹을 포함한다. TNBC는 치료하기 가장 어려운 유방암 유형이다. 다른 유방암에 사용되는 호르몬 요법은 TNBC에는 효과가 없다. 초기 단계에서 암은 일반적으로 수술, 방사선 및 화학 요법을 통해 치료된다. 수술이 불가능하거나 암이 초기 국소 부위에서 퍼진 후기 단계에서 치료는 화학 요법으로 제한되며 경우에 따라 추가 표적 요법이 적용된다.
삼중 음성 유방암은 재발 위험이 처음 3-5년 동안 훨씬 더 높지만 그 이후에는 호르몬 양성 유방암보다 급격히 그리고 실질적으로 낮아지는 호르몬 양성 유방암과는 매우 다른 재발 패턴을 보인다.